# Шастунов, Пётр Васильевич Великий
Князь Пётр Васильевич Шастунов по прозванию Великий (ум. 1515/1516) — воевода, дворецкий, наместник, окольничий и боярин воевода во времена правления Ивана III Васильевича и Василия III Ивановича.
Родоначальник княжеского рода Великогагины, происходящим из княжеского рода Шастуновы. Старший из восьмерых сыновей боярина князя Василия Васильевича по прозванию "Шестун"  (ум. 1495). Рюрикович в XX колене. Имел сестру, княжну Анну Васильевну, жена князя Ивана Михайловича Воротынского.

## Биография

### Служба Ивану III Васильевичу
Впервые упоминается в связи с дворцовыми делами в 1489/1490 году, когда он дал во временное пользование землю, оброк с которой шел во дворец. Хотя вполне возможно, что дворецким он стал в 1475 году, то есть сразу же после отставки боярина Ивана Борисовича Морозова-Тучко.
В конце 1491 года князь П. В. Великий Шастунов, будучи дворецким, участвовал в "поимании" (аресте) в Москве удельного князя Андрея Васильевича Большого Углицкого, младшего брата Ивана III.
В 1492 и 1495 году дворецкий Пётр Васильевич Великий сопровождал великого князя московского Ивана III Васильевича в его поездке в Великий Новгород. В конце XV — начале XVI век (после 1485 г.) судил один поземельный спор. В мае 1498 года «приказал» грамоту о разъезде земель князя Бориса Ивановича Горбатого-Шуйского и Спасо-Ефимьева монастыря. В декабре 1498 года проводил разъезд владений великого князя московского. В 1499, 1501 и 1505 годах ему докладывался разъезд великокняжеских земель. В декабре 1499 года составлял меновую на великокняжеские земли. Вероятно, он «приказал» грамоту 1 марта 1506 года. Упоминается, как дворецкий в завещании великого князя Ивана III (конец 1503 г.). В 1504 году пожалован в окольничии. В этом же году владел землями в Московском уезде на Дмитровском рубеже.

#### Служба Василию III Ивановичу
В марте 1506 года подписал уставную грамоту галицким рыболовам и ружную грамоту хотьковским попам. Вскоре после этого (около 1507 г.) князь П. В. Великий Шастунов оставил дворцовую службу.
Летом 1507 года князь Пётр Васильевич Великий Шастунов был отправлен наместником во Псков, где пробыл до 1509 года. В чине окольничего сопровождал Василия III Ивановича в сентябре 1509 года в Новгород. Вскоре после Псковского взятия 1510 года (до августа 1511 г.) вместе с князем Семёном Фёдоровичем Курбским он заменял первых псковских наместников Григория Фёдоровича Давыдова и Ивана Андреевича Челяднина. «И начаша те намесники добры быти до пскович», — комментирует это известие составитель Псковской первой летописи. В декабре 1510 года послан от Государя из Новгорода в Псков в связи с жалобами псковичей и по исполнении вернулся вновь в Новгород, откуда в январе 1511 года вторично направлен в Псков, приводить горожан к присяге в верности Государю, а по приезде в город самого царя выслан от него четвёртым объявить псковичам на каком положении им быть впредь, и возвратился в марте с Государём в Москву. Летопись сохранила упоминание отношения псковичей к князю Петру Васильевичу, как к человеку которого горожане приняли с радостью, он был добр к населению и многие псковичи, которые разбрелись из родного города от московского гнёта, снова вернулись в Псков.
Умер в должности псковского наместника в 1513 году.

## Семья
От брака с неизвестной имел детей:
- Князь Великогагин Андрей Петрович (ум. 1529) — воевода, наместник и окольничий[1].

## Критика
В родословной росписи из родословной книги собрания М.А. Оболенского поданной в 1682 году в Палату родословный дел он записан — Шестунов Пётр Васильевич Великий. В родословной книге М.Г. Спиридова записан в роде князей Великогагиных, как родоначальник Пётр Васильевич Великий, в родословной книге Л.М. Савелова упомянут Великогагиным Петром Васильевичем Великим. М.Г. Спиридов, Л.М. Савёлов, А.Б. Лобанов-Ростовский и А.А. Половцев в своих трудах указывают дату смерти — 1513 год.
Дальнейшие его указанные службы вызывают сомнения: Во Пскове князь Пётр Васильевич Великий Шастунов пробыл до 1514/1515 года. Во всяком случае, в мае 1514 года он уже присутствовал на приёме османского посла Камала в Москве среди «бояр». В январе 1516 года дал земли Каширского уезда в Белопесоцкий монастырь.